# Chartered Financial Analyst
Il Chartered Financial Analyst ("CFA") è una certificazione professionale post-laurea offerta a livello internazionale dal CFA Institute, con sede negli Stati Uniti (precedentemente noto come Association for Investment Management and Research, o AIMR), per i professionisti degli investimenti e delle finanze ed è la designazione di investimento più rispettata e riconosciuta al mondo.
Il programma copre una vasta gamma di argomenti relativi all'analisi avanzata degli investimenti, tra cui analisi aziendale, statistica, teoria della probabilità, titoli a reddito fisso, derivati, economia, analisi finanziaria, finanza aziendale, investimenti alternativi, gestione del portafoglio, etica applicata all'industria finanziaria, e fornisce una conoscenza generale di altre aree della finanza.
Un candidato che completa con successo il programma e soddisfa gli altri requisiti professionali riceve la "certificazione CFA" e diventa un "CFA Charterholder". A fine 2022, ci sono circa 190.000 CFA Charterholders nel mondo.
I candidati di successo impiegano in media quattro anni per ottenere la CFA Charter.
I principali datori di lavoro dei titolari di charter CFA a livello globale includono UBS, JPMorgan Chase, Royal Bank of Canada, Bank of America e Morgan Stanley.

## Il Programma

### Requisiti
Per diventare un titolare di CFA, i candidati devono soddisfare i seguenti requisiti:
1. Aver conseguito una laurea o essere nell'ultimo anno di un programma di laurea di primo livello.
2. Superare tutti e tre i livelli del programma CFA (dimostrare la padronanza del curriculum CFA attuale e superare tre esami).
3. Avere 4.000 ore di esperienza lavorativa qualificata, accettata dal CFA Institute, maturate in un minimo di tre anni. Tuttavia, gli esami dei singoli livelli possono essere sostenuti prima di soddisfare questo requisito.
4. Avere due o tre lettere di referenza.
5. Diventare membro del CFA Institute.
6. Aderire al Codice Etico e agli Standard di Condotta Professionale del CFA Institute.

A causa dei tempi degli esami, completare tutti e tre i livelli del CFA è possibile in due anni, ma i candidati devono comunque completare il requisito dell’esperienza lavorativa di 4.000 ore in un minimo di tre anni per diventare CFA Charterholder.
Gli esami CFA sono notoriamente difficili, con tassi di passaggio molto bassi. 

### Livelli
- Il programma di studio del Livello I enfatizza gli strumenti e gli input, e include un’introduzione alla valutazione degli asset, alla rendicontazione finanziaria e all'analisi, e alle tecniche di gestione del portafoglio.
- Il programma di studio del Livello II enfatizza la valutazione degli asset e include l'applicazione degli strumenti e degli input (tra cui economia, rendicontazione finanziaria e analisi, e metodi quantitativi) nella valutazione degli asset.
- Il programma di studio del Livello III enfatizza la gestione del portafoglio e include descrizioni delle strategie per applicare gli strumenti, gli input e i modelli di valutazione degli asset per gestire gli investimenti azionari, a reddito fisso e derivati, sia per individui che per istituzioni.

### Aree Tematiche
Lo studio abbraccia i seguenti argomenti:
- Ethical and Professional Standards
- Quantitative Methods
- Economics
- Financial Reporting and Analysis
- Corporate Finance
- Equity Investments
- Fixed Income Investments
- Derivatives
- Alternative Investments
- Portfolio Management and Wealth Planning

Ognuna di queste aree ha un peso diverso all’interno dei tre livelli di certificazione, in quanto in ogni livello vengono approfondite di più certe aree e meno altre.

## CFA in Italia
La comunità CFA in Italia è presentata da "CFA Society Italy" che fornisce certificazione e formazione e svolge  attività correlate come organizzazione di eventi e webinars.